# مارتن هاريسون (شاعر)
مارتن هاريسون (بالإنجليزية: Martin Harrison)‏ هو شاعر أسترالي، ولد في 1949، وتوفي في سبتمبر 2014.